# Bockenheimer Fußball-Bund
Der Bockenheimer Fußball-Bund (BFB) war ein lokaler Fußballverband im Frankfurter Stadtteil Bockenheim, der am 1. Mai 1902 gegründet wurde.
In den beiden Spielzeiten 1900/01 und 1901/02 hatte der 1. Bockenheimer FC 1899 an der Meisterschaft im Frankfurter Association Bund (FAB) teilgenommen, sich aber im Jahr 1902 aufgelöst. Mittlerweile hatten sich in Bockenheim weitere Vereine gegründet, die Gelegenheiten zu einem regelmäßigen Spielbetrieb suchten. Die Bockenheimer FVgg 1901, der Bockenheimer FC Germania 1901 und der Bockenheimer FC Amicitia 1901 haben an der Meisterschaft teilgenommen.
Da der Bockenheimer Fußball-Bund nicht weiter in zeitgenössischen Sportzeitungen erwähnt wurde, muss der Bund nur sehr kurzzeitig bestanden haben. In der Saison 1903/04 nahm der FC Germania 1901 Bockenheim an der Meisterschaft des Frankfurter Association Bundes teil, somit wurde der BFB vermutlich im Laufe des Jahres 1903 wieder aufgelöst.

## Meister des Bockenheimer Fußball-Bundes
- Saison 1902:
  - Bockenheimer Fvgg. 1901
- Saison 1903:
  - vermutlich nicht ausgespielt